# Stade Olympique Yves-du-Manoir
Das Stade Olympique Yves-du-Manoir ist ein Rugby- und Fußballstadion in Colombes, einer Stadt rund zehn Kilometer nordwestlich des Stadtzentrums der französischen Hauptstadt Paris, das als Stade Olympique de Colombes (vorher Stade de Colombes) Austragungsort der Olympischen Sommerspiele 1924 und Endspielort der Fußball-Weltmeisterschaft 1938 war. 1928 wurde es zu Ehren des Rugbyspielers Yves du Manoir umbenannt. Für die Olympischen Sommerspiele 2024 wurde es in ein Hockeystadion umgebaut.

## Geschichte
Das Stadion war bei den Olympischen Sommerspielen 1924 der Hauptveranstaltungsort und hatte damals eine Kapazität von 45.000 Zuschauern. Einige Jahre später wurde das Stadion auf eine Kapazität von 60.000 Zuschauern ausgebaut. Colombes war bei der Fußball-Weltmeisterschaft 1938 Austragungsort von insgesamt drei Spielen im gesamten Verlauf des Turniers, darunter das Finalspiel zwischen Italien und Ungarn.
Mit Beginn des Zweiten Weltkriegs diente die Sportstätte auch als Pariser Sammellager für deutsche und österreichische Internierte, die von dort auf andere Internierungslager in Frankreich verteilt wurden. Zu den hier Internierten zählten Flüchtlinge wie Walter Benjamin, Carl Furtmüller, Hermann Kesten, Soma Morgenstern, Willi Münzenberg, Alexander Neuer, Heinrich Rodenstein, Horst Rosenthal, Hans Sahl und WOLS. In seinem Tagebuch hat Kurt Stern über seine eigenen Erlebnisse als Internierter im Stade Olympique berichtet und hielt mehrfach Erfahrungen anderer Internierter in Colombes fest, die er später in anderen Lagern traf. Er berichtete auch, dass hier Überlebende der St. Louis interniert worden seien, die demnach zu dem Kontingent gehört haben müssen, das Frankreich nach dem Ende der Irrfahrt des Schiffes aufgenommen hatte.
Die Anlage war bis in die 1970er Jahre Schauplatz zahlreicher Finalspiele des Coupe de France sowie von Heimspielen der Fußballnationalmannschaft und der Rugby-Union-Nationalmannschaft. Bis zur Wiedereröffnung des renovierten Parc des Princes in Paris 1972 war es das größte Stadion des Landes. Zu diesem Zeitpunkt war die Kapazität in Colombes aufgrund strengerer Sicherheitsbestimmungen auf unter 50.000 gefallen. Die Fußballnationalmannschaft spielte hier letztmals 1975. 2017 verließ der Rugbyclub Racing 92 nach 110 Jahren das ehemalige Olympiastadion und zog in die neue Heimat, die Paris La Défense Arena, um. Das Stade Olympique Yves-du-Manoir war die Heimspielstätte des Fußballvereins RC Paris. Die Kapazität betrug mittlerweile nur noch 7.000 Zuschauer.
Für die Olympischen Sommerspiele 2024 wurde die Anlage für 101 Mio. Euro in ein Hockeystadion für die Turniere der Frauen und Männer umgebaut. Es bot während der Spiele 15.000 Sitzplätze. Das Naturrasenspielfeld wurde durch ein Hockeyfeld mit blauem Kunstrasen ersetzt. Im Stadion hat die Fédération Française de Hockey ihren Sitz. Es gibt ein nationales Trainingszentrum mit zwei Kunstrasenplätzen, eine Tribüne mit 1000 Sitzplätzen und Räumlichkeiten.

## Galerie

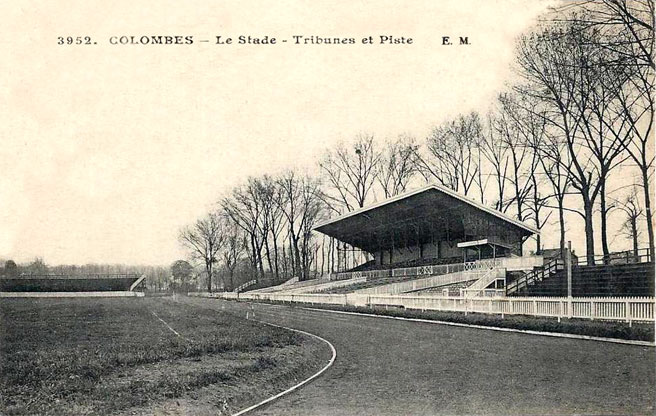
Das Stade du Matin in den 1910er Jahren, der Vorgängerbau des Stade de Colombes
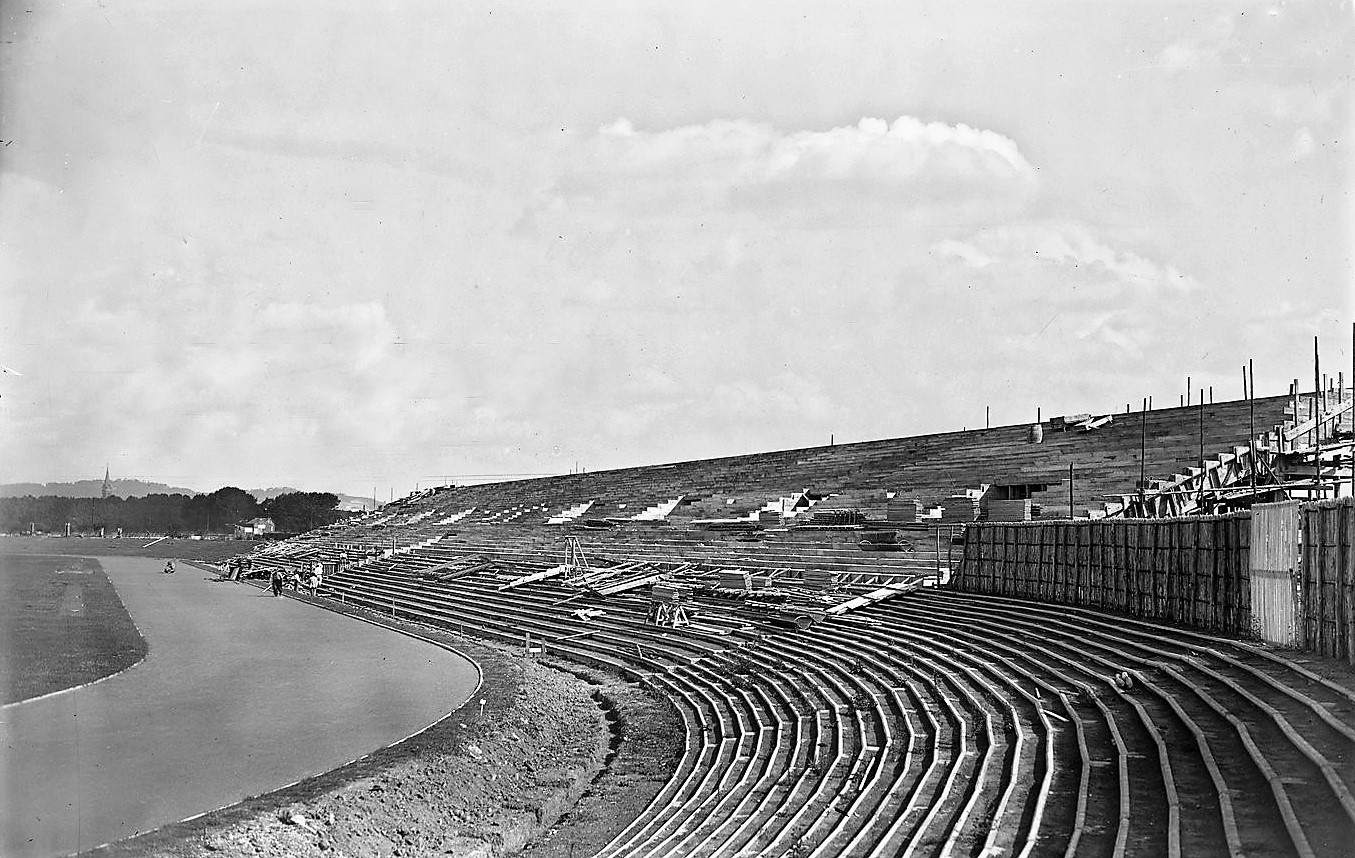
Das im Ausbau befindliche Stadion im August 1923
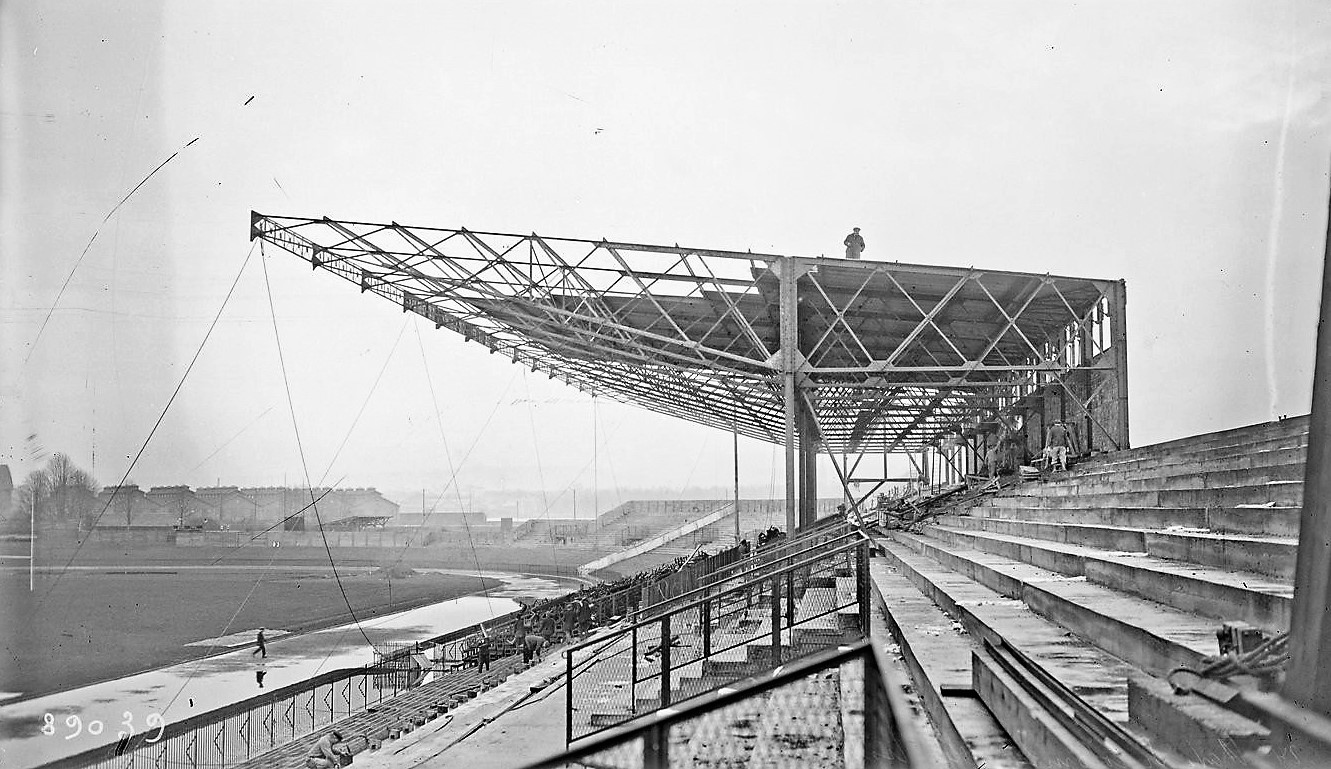
Die Baustelle im Januar 1924
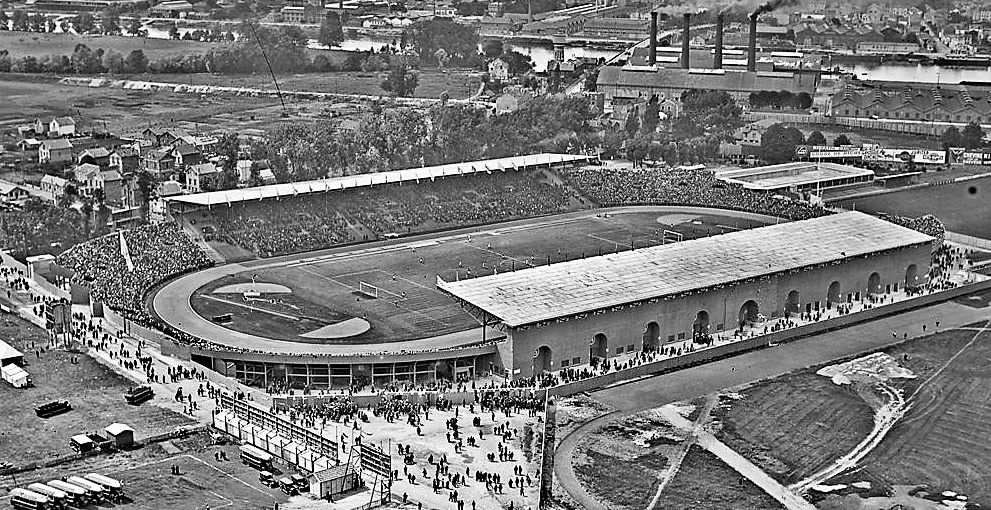
Die Anlage bei den Olympischen Spielen 1924
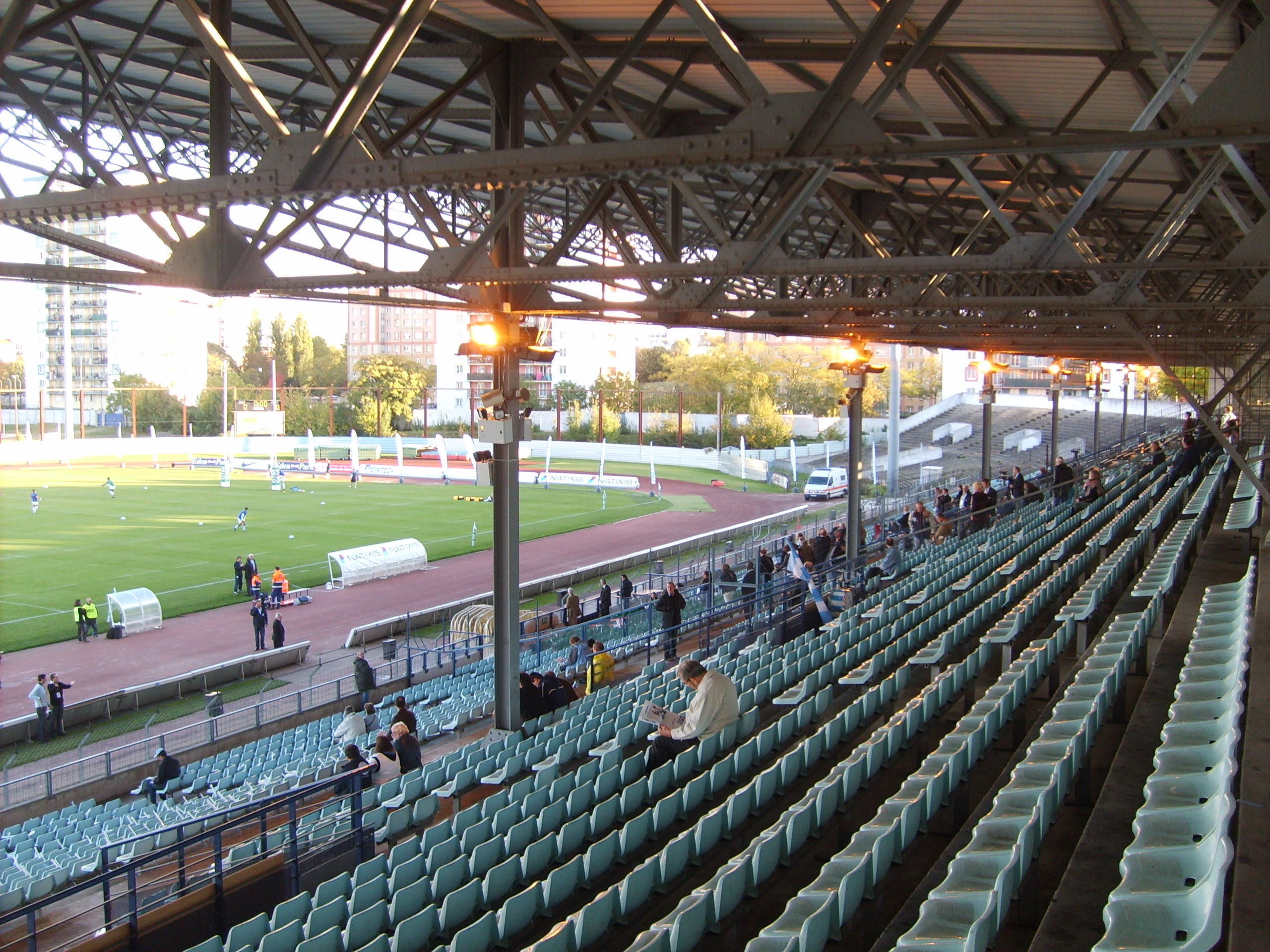
Das Stadion im Januar 2009
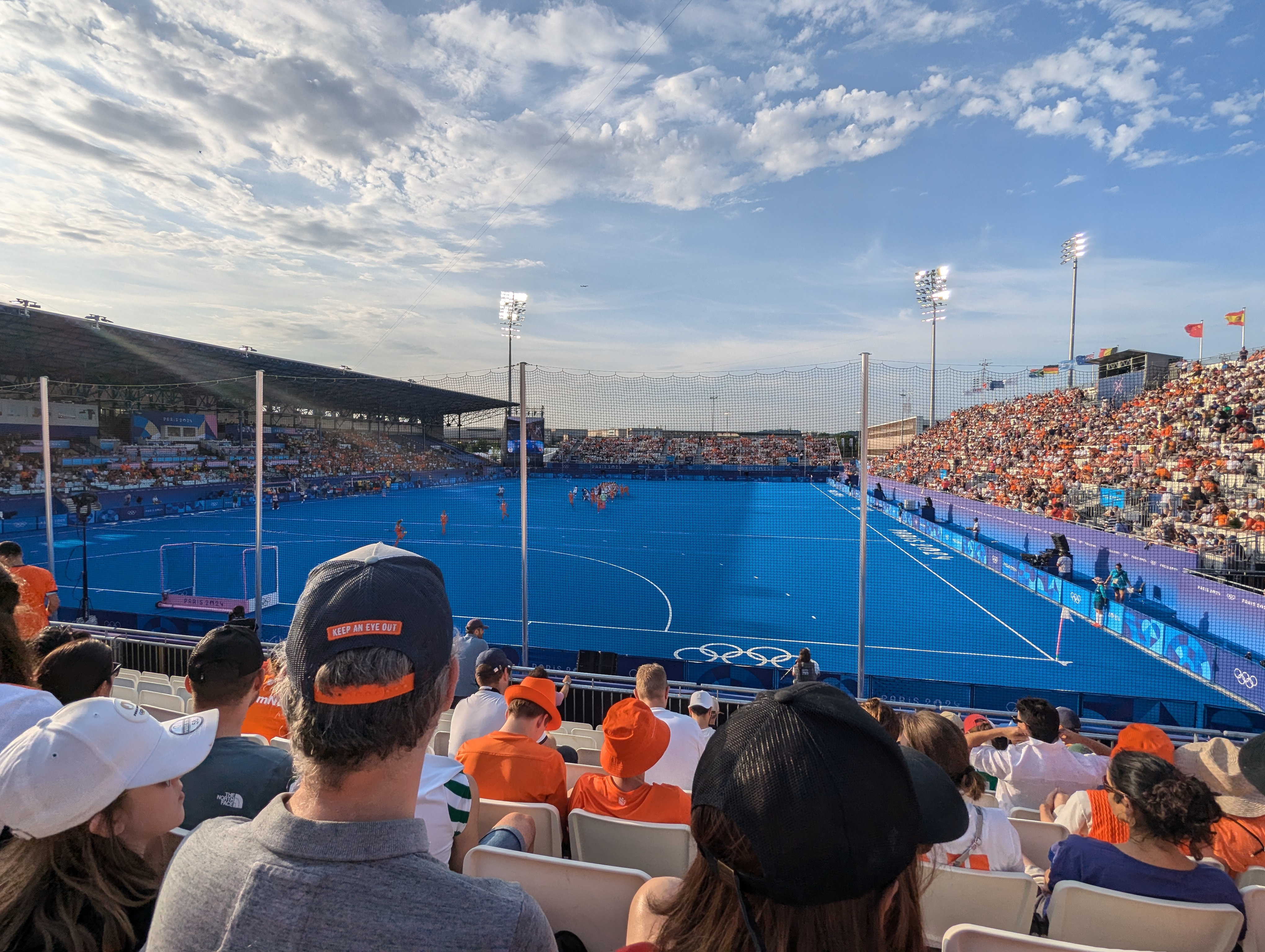
Das Stadion während eines Spieles des olympischen Damenhockey-Turnieres zwischen Deutschland und den Niederlanden 2024.